# Roelof Wunderink
 Roelof Wunderink  és un ex-pilot de curses automobilístiques neerlandès que va arribar a disputar curses de Fórmula 1. Va néixer el 12 de desembre del 1948 a Eindhoven, Noord-Brabant, Països Baixos.

## A la F1
Roelof Wunderink va debutar a la quarta cursa de la temporada 1975 (la 26a temporada de la història) del campionat del món de la Fórmula 1, disputant el 27 d'abril del 1975 el GP d'Espanya al circuit de Montjuïc.
Va participar en un total de sis curses puntuables pel campionat de la F1, disputades totes a la temporada 1975, no aconseguint finalitzar cap cursa i no assolí cap punt pel campionat del món de pilots.

## Resultats a la Fórmula 1
| Any  | Equip                   | Xassís | Motor    | 1   | 2   | 3   | 4       | 5       | 6   | 7   | 8   | 9   | 10      | 11  | 12     | 13      | 14      | Posició | Punts |
| ---- | ----------------------- | ------ | -------- | --- | --- | --- | ------- | ------- | --- | --- | --- | --- | ------- | --- | ------ | ------- | ------- | ------- | ----- |
| 1975 | HB Bewaking Team Ensign | Ensign | Cosworth | ARG | BRA | SUD | ESP Ret | MON NVQ | BEL | SUE | HOL | FRA |         | ALE | AUT NC | ITA NVQ |         | -       | 0     |
| 1975 | HB Bewaking Team Ensign | Ensign | Cosworth |     |     |     |         |         |     |     |     |     | GBR NVQ |     |        |         | USA Ret | -       | 0     |

### Resum
| Curses: | Victòries: | Pòdiums: | Poles: | Voltes ràpides: | Punts: |
| ------- | ---------- | -------- | ------ | --------------- | ------ |
| 6       | 0          | 0        | 0      | 0               | 0      |